# Mette Henriette Martedatter Rølvåg

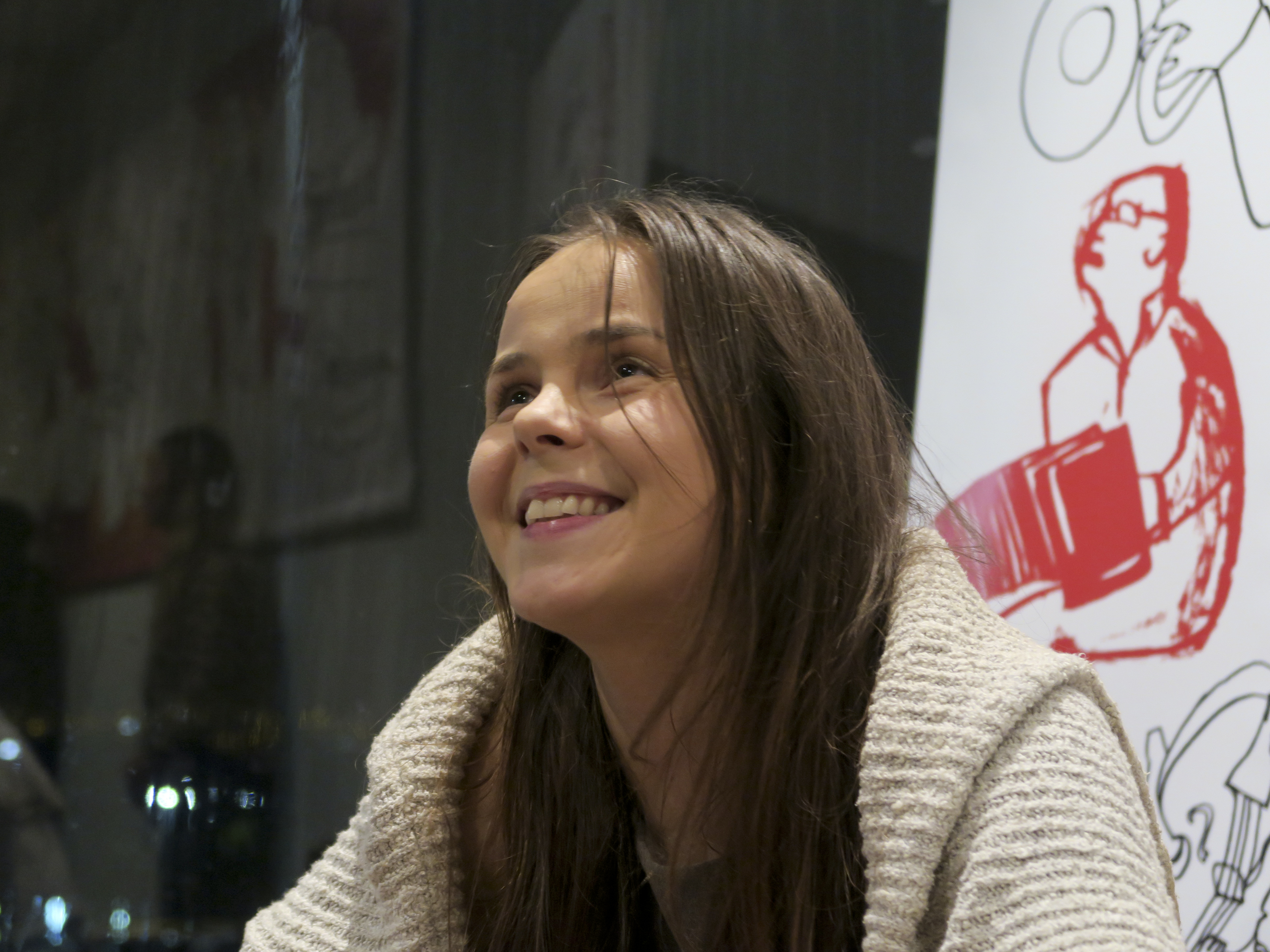
Mette Henriette Martedatter Rølvåg, 2016

Mette Henriette Martedatter Rølvåg, auch Mette Henriette (* 27. November 1990 in Trondheim) ist eine norwegische Saxophonistin und autodidaktische Komponistin im Bereich der improvisierten Musik.

## Leben und Wirken
Rølvåg entdeckte als Kind die Musik und das Musizieren eher zufällig. Auf Ausflügen hat sie Äste abgeschnitten und daraus Flöten gemacht; auch hat sie auf Küchentöpfen und Pfannen herumgetrommelt. Mit acht Jahren begann sie in der lokalen Blaskapelle Trompete zu spielen, bevor sie als Zwölfjährige zum Altsaxophon wechselte. Über ihren Saxophonlehrer entdeckte sie mit 15 Jahren den Jazz, für den sie sich begeisterte. Sie suchte den Kontakt zur Trondheimer Improvisationszene, wo sie sich bald zur gefragten Musikerin entwickelte. Nach einer Ausbildung an der Volkshochschule in Sund studierte sie bis zum Bakkalaureat an der Norwegischen Musikhochschule in Oslo, um dann an der Brooklyn Academy of Music Improvisationsmusik zu studieren.
Rølvåg trat im nationalen Rundfunk und Fernsehen (NRK) auf und gab Konzerte mit Christian Wallumrød und Karin Krog ebenso wie mit Marina Abramovic, Tom Rainey, Tim Berne sowie Jim Black. 2009 gehörte sie zur Midtnorsk Ungdomsstorband (Album Live at Dokkhuset). Mit dem Saxophonisten Patrick Breiner und Drummer Max Goldman bildete sie das Trio Aella (Album 2012 auf 577 Records). Auch gehört sie zur Großformation Torg um Johan Lindvall, auf deren Album Kost/Elak/Gnäll (Jazzland 2015) sie zu hören ist. 2015 veröffentlichte sie, nur noch unter ihren Vornamen, ein Doppelalbum auf ECM Records; eine Auswahl daraus erschien 2019 auch auf Vinyl. Zudem komponierte sie für das Ultima Oslo Contemporary Music Festival, das Cikada Quartet und Rikskonsertene. 2020 erhielt sie einen Kompositionsauftrag für das Philharmonische Orchester Oslo (Uraufführung August 2020) und 2021 schrieb sie Musik im Auftrag des Munch-Museum Oslo.

## Diskographie (Auswahl)
- Mette Henriette, 2015, (ECM Records)
- Drifting, 2023, (ECM), mit Johan Lindvall (Klavier), Judith Hamann (Cello)

## Preise und Auszeichnungen
Rølvåg erhielt 2014 auf Moldejazz den Geir Digernes Memorial Award; 2015 spielte sie als norwegischer Repräsentant mit den Young Nordic Jazz Comets Konzerte in Finnland.